# Woolland
Woolland – wieś w Anglii, w hrabstwie Dorset. Leży 19 km na północny wschód od miasta Dorchester i 170 km na południowy zachód od Londynu.